# Könskromosombunden nedärvning
Könskromosombunden nedärvning, även kallat könsbunden nedärvning, är egenskaper uttryckta genom arv, fenotyper, som beror på individens kön så som det bestäms av kromosomerna. Det handlar normalt om egenskaper som styrs av gener som finns på X-kromosomen, som innehåller betydligt fler gener än Y-kromosomen.
Exempel på sjukdomar hos människa med könskromosombunden nedärvning är blödarsjuka och färgblindhet.
Ett exempel på en egenskap hos en annan art är förekomsten av svart och gulspräckliga pälsfärgen sköldpadda hos tamkatt. Denna färg kan enbart förekomma hos honkatter (eftersom de har 2 X-kromosomer) och inte hos hankatter som bara har en X-kromosom och antingen får svart eller gul grundfärg.